# Bob Spring

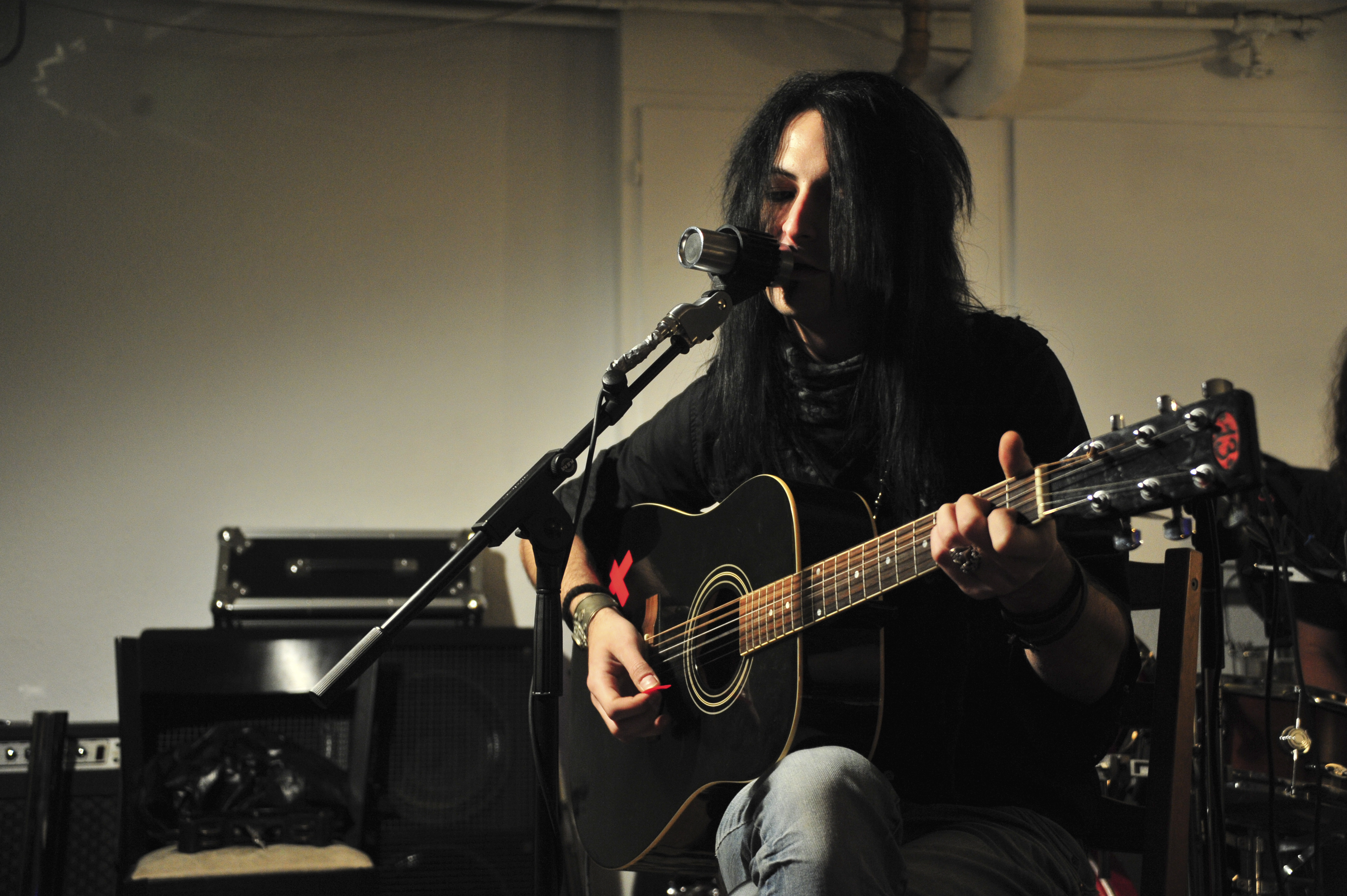
Bob Spring (2012)

Bob Spring (* 3. Januar 1984 in Zug, Schweiz) ist ein Schweizer Country- und Blues-Musiker.

## Leben
Von 2000 bis 2010 war Spring Leadsänger der Rock-Band Backwash. Außerdem hat er als Frontmann einer Rockband hunderte von Songs geschrieben und aufgenommen und schuf dabei einen eigenen Musikstil, den er „Junk Blues“ und „Dark Country“ taufte.
2007 veröffentlichte Bob Spring die erste Solo-Demo-CD namens Junk Blues. 2008 folgte dann die zweite Demo-CD Rise Drain Darkness Mother And Sleep. 2012 veröffentlichte Spring die Konzept-EP West End EP. Auf der West End EP sind fünf Songs, die je eine eigene kleine Geschichte haben, diese sind auf der Rückseite der Kartontasche abgedruckt. Inspiriert wurde diese EP durch seinen Aufenthalt auf Roatán (Honduras) im Jahr 2009.
2010 zog es Spring wieder in die Karibik, nach Roatán, wo er Konzerte und Radio-Interviews gab, um die CD West End EP zu promoten. Zudem beginnt Bob Spring im selben Jahr mit der Produktion seine ersten offiziellen CD Run From Death. Produziert wurde das Debüt-Album Run From Death von Dave Snow. Bob Spring trat bis Ende 2009 fast ausschließlich solo auf. Im September 2009 hat Bob Spring eine Begleitband zusammengestellt, die ihn bei Live-Auftritten begleitet. Die Lead-Gitarre spielt Tommy Marty. Auf der Suche nach einem Schlagzeuger/Perkussionisten schlug Tommy seinen jüngeren Bruder Michel Marty vor. Jürg Hafner wurde als Bassist engagiert.
2012 brach Bob Spring, mit seinem Album im Gepäck auf, um seine erste USA-Tournee zu bestreiten. Von Juni bis Juli 2012 spielte er mit den Marty-Brüdern sechs Konzerte von New York über Tennessee bis Los Angeles in renommierten Clubs, unter anderem im Whisky a Go Go am Sunset Strip in Los Angeles.
Am 23. Mai 2014 veröffentlichte der Singer-Songwriter sein zweites Album «Dust And Arrows». Im selben Jahr, von Oktober bis November ging Spring wieder auf USA Tournee, diesmal solo.
Seine US-Tour im Oktober 2014 startete in New York; sie führte ihn dann von Pennsylvania, Maryland, North Carolina, Tennessee, Texas, Nevada, Arizona bis nach Kalifornien. Danach nahm er mit seiner neuen Band „The Calling Sirens“ das gemeinsame Studio-Album auf, das Anfang 2015 veröffentlicht wurde.
Als ehemaliger Frontmann von «Backwash» prägte Bob Spring nach der Jahrtausendwende den Begriff des «Kick Ass Rock’n‘Roll». 10 Jahre später veröffentlichte er «Dust And Arrows».
Seit 2007 ist Bob Spring solo unterwegs und hat mittlerweile über 400 Songs geschrieben und produziert. «Ich bin ein fleissiger Songschreiber, auch wenn es mir oft schwer fällt, mich zu fokussieren.» Auch Rocksongs schreibt er hin und wieder, um Aggressionen abzubauen. Ein Album mit seiner Band «THE CALLING SIRENS» befindet sich in der Post-Produktion und wird Ende Jahr erwartet. Seine Leidenschaft sind aber die Live-Auftritte, insbesondere in den USA. Hier tourt der Musiker regelmässig und spielte auch schon einige Konzerte mit den Marty Brüdern, von New York City über Nashville bis Los Angeles. Und in renommierten Clubs wie dem Whisky a Go Go am Sunset Strip in Los Angeles.
Kurz vor seiner U.S.A. Tour im 2014 stiess Bob Spring auf seine musikalischen Mitstreiter, The Calling Sirens und zusammen beschloss man gleich ein gemeinsames Album aufzunehmen. Bob Spring & The Calling Sirens veröffentlichten im Frühjahr 2015 ihre erste gemeinsame und self titled Platte unter dem Zürcher Label IRASCIBLE. Im gleichen Jahr ging es auch schon ziemlich steil nach oben, die Band spielte viele Konzerte in der Schweiz, unter anderem am weltberühmten Montreux Jazz Festival mit Internationalen Grössen wie Portishead, Paolo Nutini und viele mehr.
Ein Jahr später, im Frühling 2016, tourte die Band um Bob Spring durch Irland und lieferte Konzerte, die die internationale Fangemeinde nochmals vergrösserte.

## Diskografie
- 2003: Feel Rock, Backwash, EP, Perris Records USA
- 2006: Kick Ass!, Backwash, LP, Perris Records/ZYX
- 2006: Junk Blues, Bob Spring, Demo
- 2007: Rise Drain Darkness Mother and Sleep, Bob Spring, Demo
- 2008: Echo, Bob Spring, EP
- 2010: West End, Bob Spring, EP
- 2012: Bucket 'o' Trouble, Bob Spring, Demo
- 2012: Slick Like Me, Demo
- 2012: Junk Tapes, Bob Spring, Demo
- 2012: Covered Songs, Bob Spring, Free Downloadable (Only Covered Songs)
- 2012: Orbiter, Bob Spring, EP, Stoner Rock Project
- 2012: Wide Awake, Demo
- 2013: Run From Death, Bob Spring, LP
- 2013: Headache, Demo
- 2013: Heartache, Demo
- 2013: Limited Edition 2013, 8 Tracks, 3 Bonustracks, Numbered, Signed and contains a Handwritten Lyric Sheet! Lmt. to 50 Copies!
- 2014: Dust And Arrows, 15 Songs, authentic originals home recorded and stunning!
- 2015: Bob Spring & the calling Sirenes CD / Vinyl
- 2015: Released "Country Gent" and "Barren Run" (singles)
- 2015: Produced 3 live videos featuring "Guess I'm not a friend", "Hold on restless heart" and "Monuments of our time" - Bob Spring & The Calling Sirens
- 2016: Released "The Darkest Place", "Spit Me Out And Lick Me Up" and "Gone when you wake" (singles)
- 2016:  Bob Spring & The Calling Sirens released the single "Hold on restless heart"
- 2016: Bob Spring - Flesh And Rust - Free Full Length Album Release
- 2017: Bob Spring - "The blue for the hope" (single)
- 2018: Bob Spring & The Calling Sirens - „Dark Countries“ (LP) CD/Vinyl
- 2020: American Dream